# Neoperla hemiphaea
Neoperla hemiphaea és una espècie d'insecte plecòpter pertanyent a la família dels pèrlids.